# Pole najdalsze
Pole najdalsze (łac. area postrema) – w anatomii człowieka obszar mózgowia, znajdujący się w pniu mózgu, w dnie komory czwartej (w części dolnej dołu równoległobocznego), do przodu od zasuwki. Należy do narządów okołokomorowych i jest ośrodkiem wymiotnym.